# Virslīga 1929
In 1929 werd het derde voetbalseizoen gespeeld van de Letse Virslīga. Olimpija werd voor de derde opeenvolgende keer kampioen. 

## Eindstand
| Plaats | Club             | Wed. | W | G | V | Saldo | Ptn. |
| ------ | ---------------- | ---- | - | - | - | ----- | ---- |
| 1.     | Olimpija Liepāja | 8    | 6 | 2 | 0 | 27-9  | 14   |
| 2.     | RFK              | 8    | 6 | 0 | 2 | 31-10 | 12   |
| 3.     | Amatieris        | 8    | 3 | 2 | 3 | 14-14 | 8    |
| 4.     | ASK              | 8    | 1 | 2 | 5 | 14-25 | 4    |
| 5.     | LSB              | 8    | 1 | 0 | 7 | 6-34  | 2    |

|  | Kampioen |

## Kampioen
| Virslīga 1929                |
| Letland                      |
| ---------------------------- |
| OLIMPIJA Kampioen (3° titel) |